# 馬卡龍
馬卡龍（法語：macaron，法語發音：[makaʁɔ̃]），又稱作瑪卡龍、法式小圓餅，是一種用色彩繽紛絢麗的法國甜點，外殼堅硬但易碎，內餡黏稠扎實，口感奇妙，因為其極度可愛優雅，馬卡龍色也成為了一種時尚配色方案。
馬卡龍由蛋白或aquafaba、糖粉、蔗糖、扁桃仁粉以及蛋白脆饼为基础，在兩塊餅乾之間夾有甘纳许、奶油乳酪或果醬等內餡，再依據其品質採用有機、天然或人工的食用色素調色。常會和中文稱為蛋白杏仁餅、杏仁小圆饼、蛋白杏仁甜餅的椰子球甜餅Macaroon（兩個O）搞混，這是種外型圓形的小點心，主要成分是椰子絲，加入砂糖、蛋白、堅果，偶爾調入蜂蜜或香草，烤製而成。外層也會淋上或沾裹巧克力，增加香氣和口感，但外觀和馬卡龍完全不像。
这种甜点的特点是：圆形、平底、圆周有褶边、口感清脆、入口即化為標誌性特徵；如果它外型臌脹、中央凸起、口感軟綿、需要咀嚼的話，就不能算作是正統馬卡龍 。马卡龙有着各种各样的口味，无论是传统口味（樹莓、巧克力、奶油、焦糖等）还是新口味（鵝肝、抹茶等），都应有尽有，而且此甜品和創新的契合度非常高，每過幾年就有一種流行風味被發明出來。
其名称源于意大利语单词、或，一种經過法國人改造的意大利果仁蛋白饼。马卡龙的英文单词macaroon经常和macaroni（通心粉）弄混，也有很多人已经采用了法语的拼法macaron，導致不注意看的話很容易搞錯。 实际上，单词macaroon仅仅是法语单词macaron的英语翻译，因此从严格意义上讲，这两个发音都是对的，但在習慣上以法語Macaron代表這種色彩繽粉的小圓餅會更為精準。在有关这一话题的一篇文章中，斯坦福大学的食物文化教授Dan Jurafsky指出“Macaron”("macaron parisien"，或"le macaron Gerbet")是这一甜点的正确拼法。

## 歷史

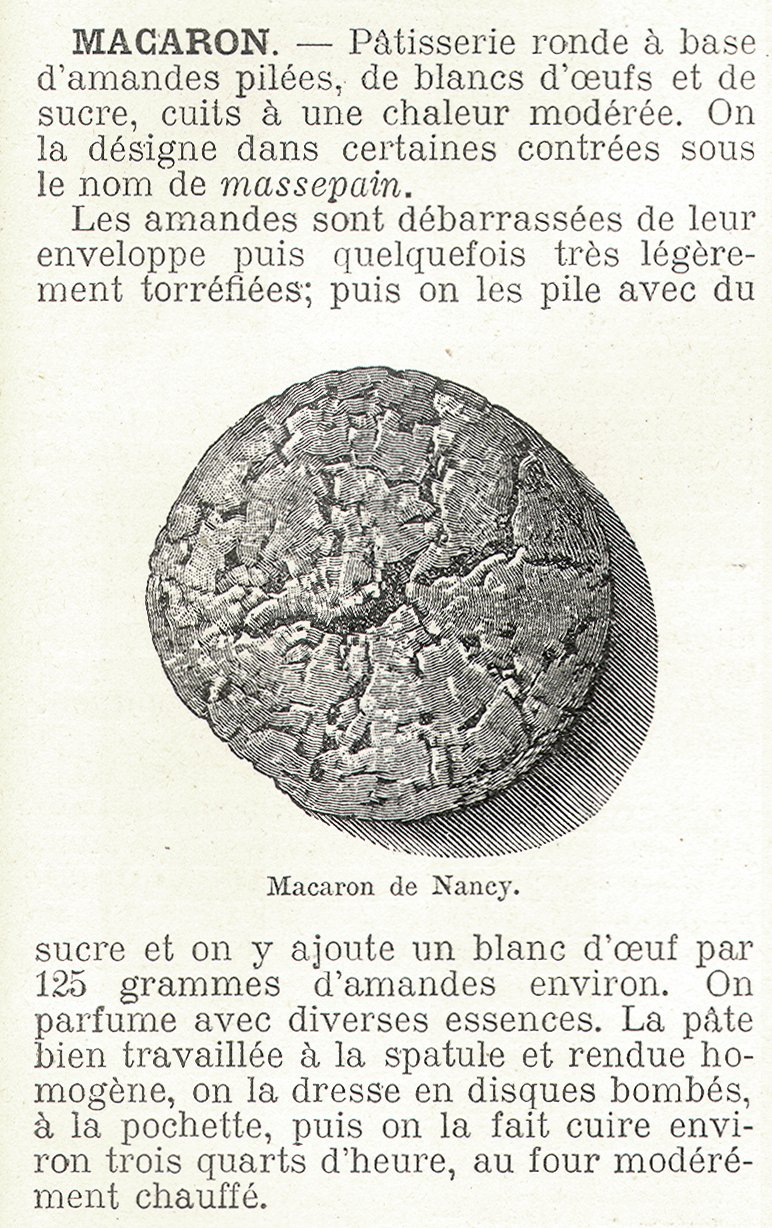
摘自法國農工業百科字典

馬卡龍最早出現在義大利的修道院，當時有位名為Carmelie的修女為了替代葷食，而製作這種由杏仁粉製成的甜點，另外又稱為修女的馬卡龍，直到1533年佛羅倫斯公國公主凱薩琳·德·麥地奇與法蘭西王國國王亨利二世（King Henry II）結婚後，公主的隨從、僕人和廚師也陪嫁到法國，把義大利飲食文化和食譜一併帶到法國。
二十世紀初期，巴黎的糕點師傅發明一種方法來呈現馬卡龍，利用三明治夾法將甜美的稠膏狀餡料夾於傳統的兩個蓋子層，成為新的小圓餅，更由於香料和色素的使用、溼度控制，使得馬卡龍性質改良。相較於更早之前的小圓餅的甜、乾、易碎的特性，新的圓餅具備外殼酥脆的口感，內部卻濕潤、柔軟而略帶黏性，改良後的馬卡龍直徑大約為3.5-4公分之間。而今更有馬卡龍的專賣店，也富含各式各樣的口味。

## 今日
現在有許多烹飪書籍提供馬卡龍的食譜。不過，道地的法式小圓餅繁複多變的顏色、款式、以及口味調配，至今深受美食家歡迎。虽然在法国城乡各地都能找到馬卡龍，但在其他国家今日僅有極少的城市能夠找到品質頂尖的馬卡龍。总店位於巴黎、分店遍布世界各地的自称是法式馬卡龍的创始者。其他以馬卡龍为特色的饼店包括巴黎老牌食品商店和，以及新近出现的、在巴黎和東京皆有分店的。许多高端法式餐厅也会制作或销售自制的馬卡龍，例子包括巴黎的马克西姆餐厅，以及连锁餐厅。
除了法国的macaron，在相邻国家也有极其类似但名称不同的点心，例如在瑞士，瑞士蓮生产的“delice”，以及Sprüngli制作的“luxemburgerli”，也各自有悠久的历史。
製作小圓餅最出色的數家甜點店，因為媒體報導會出現排隊購買的情況。但是反過來，過甜的味道也讓很多不以為然。

## 分类

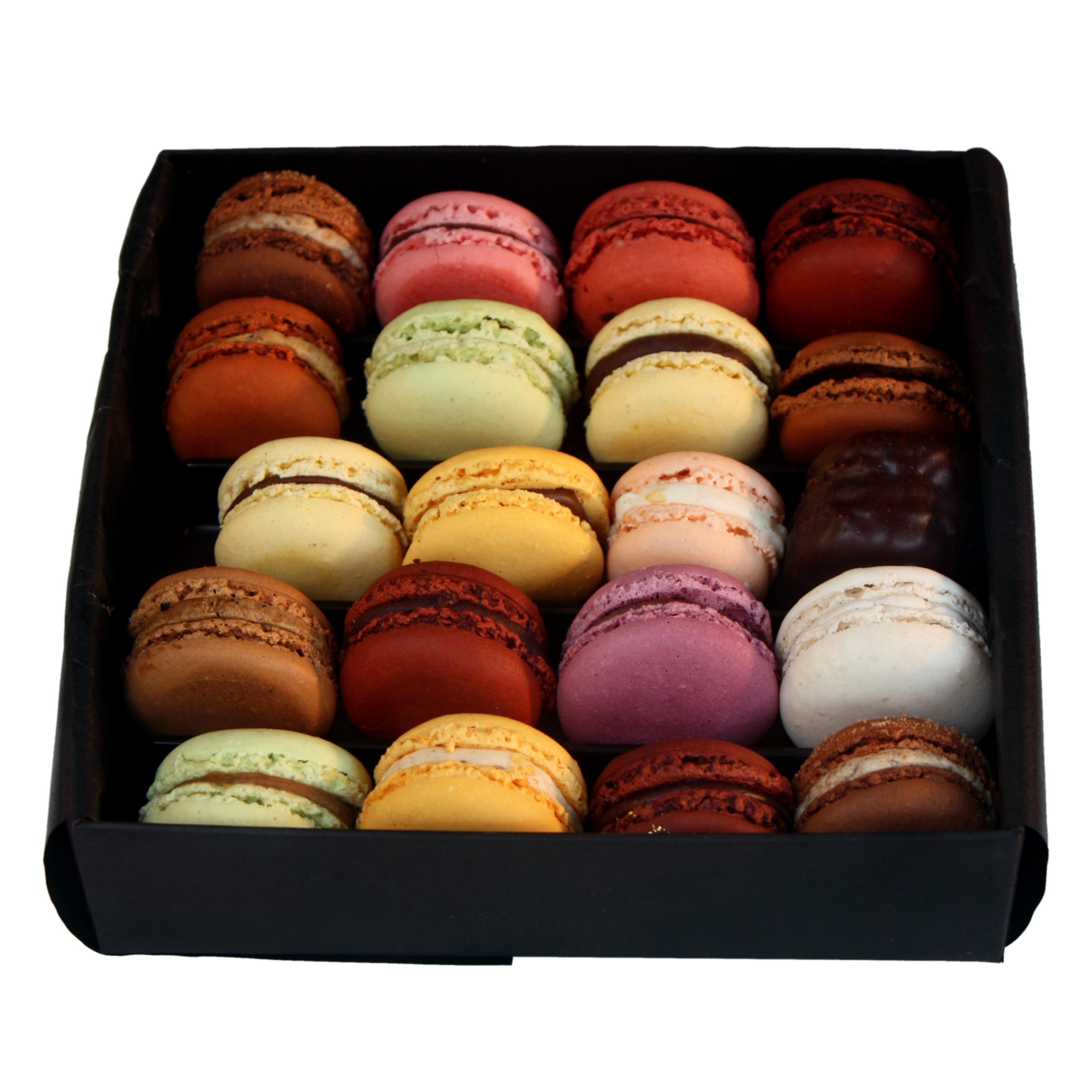
各种颜色的马卡龙。

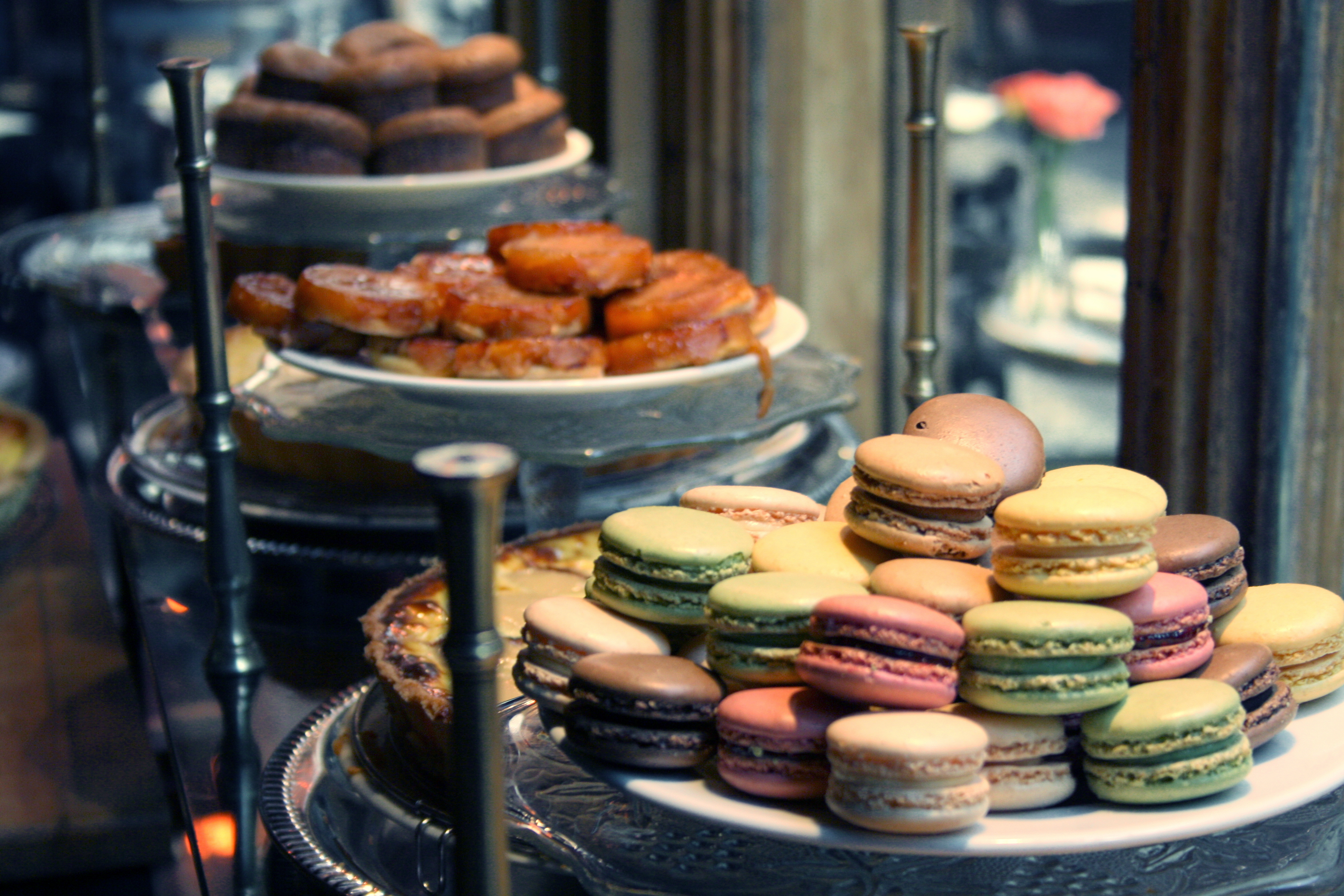
巴黎马卡龙（首要餐盘）

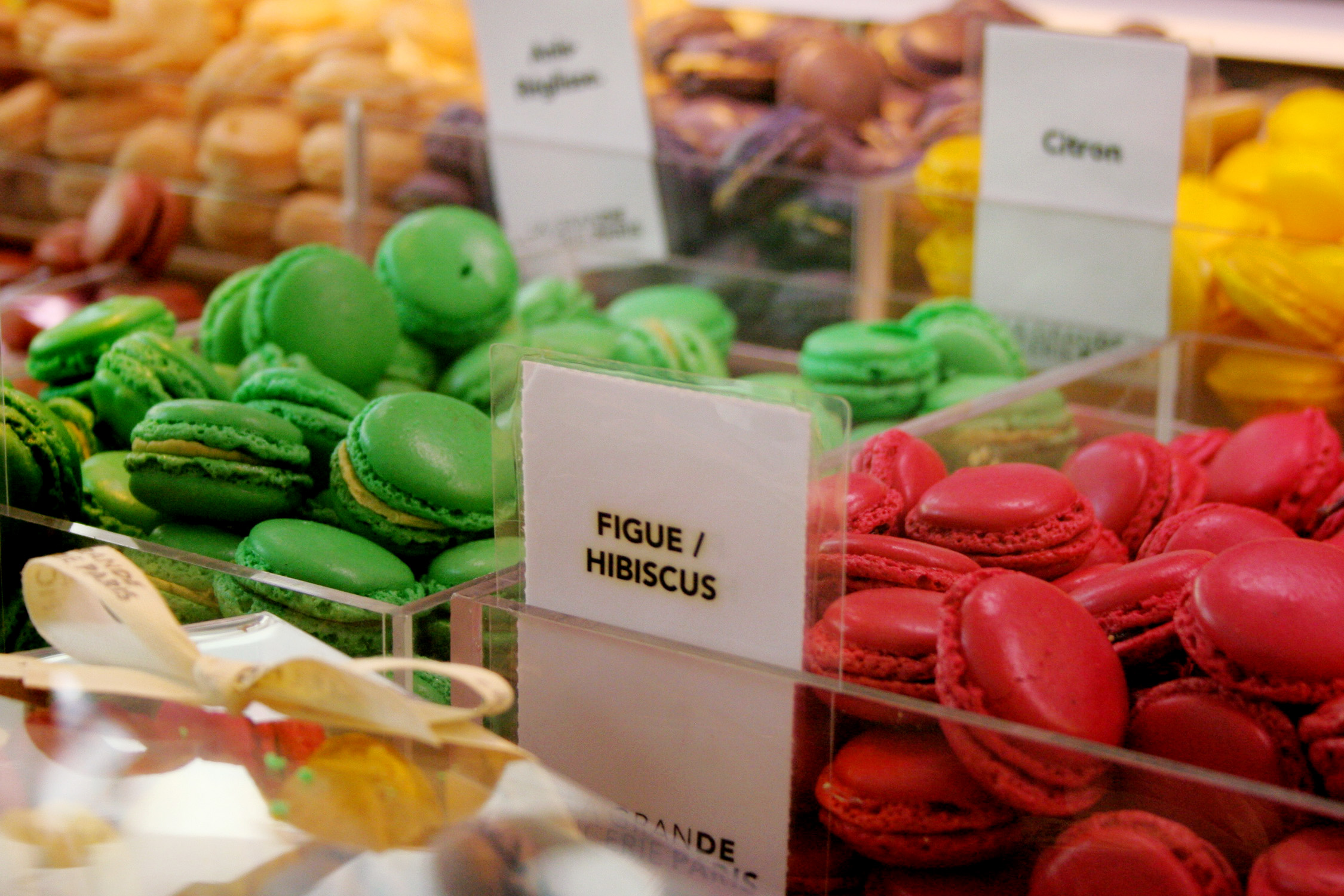
来自巴黎乐蓬马歇百货公司熟食部（La Grande Épicerie）的马卡龙

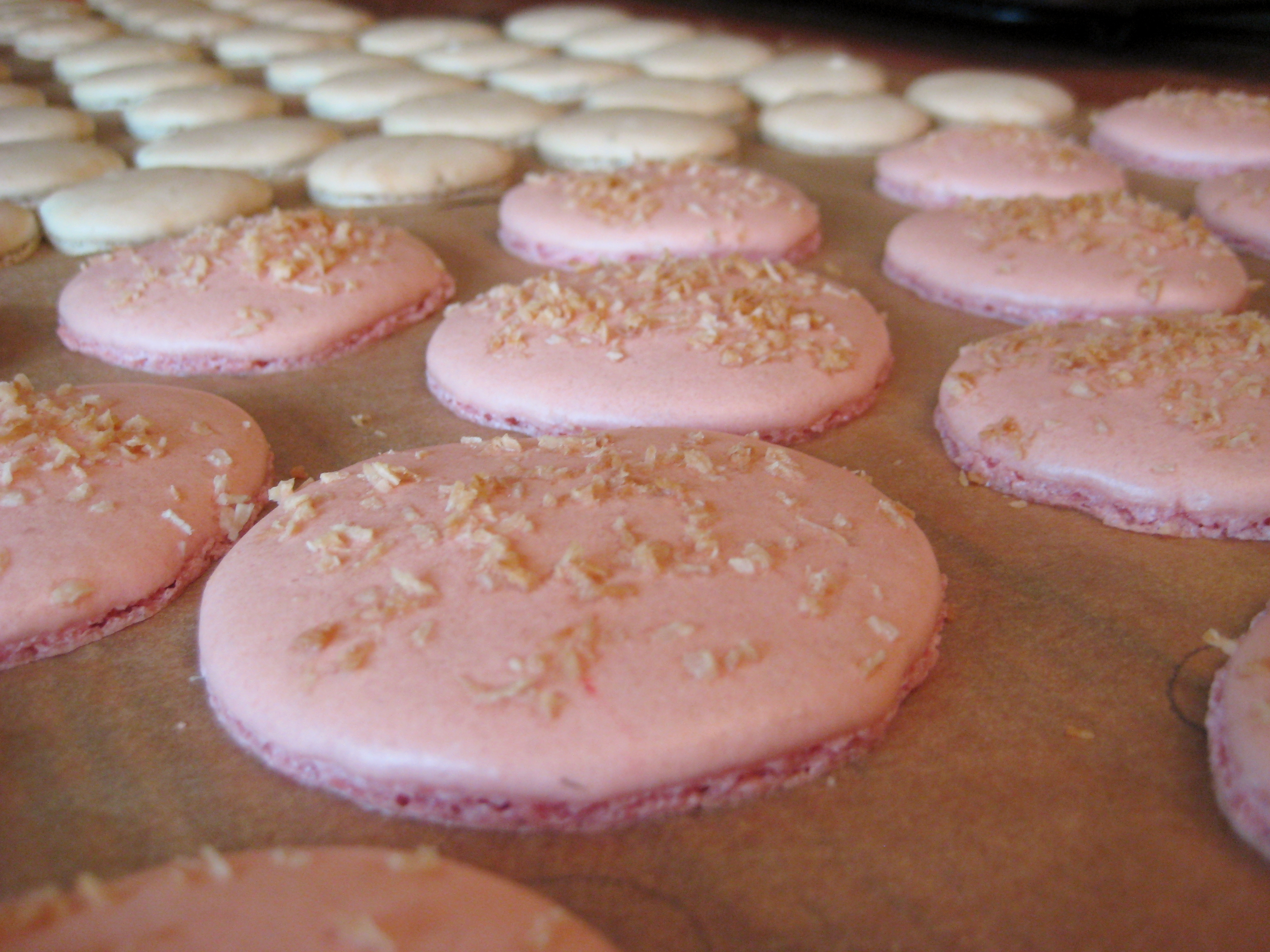
马卡龙面饼

### 法国传统种类
一些法国城市和地区宣称他们所产的马卡龙历史悠久，种类多样，尤其是在洛林（南锡和布雷）、巴斯克地區（圣让德吕）、圣埃米里翁、亞眠、蒙特莫里隆、勒多拉、索村、沙特尔、科尔默里茹瓦厄斯和勃艮第的圣克鲁瓦。

由法国亚眠出产的亞眠马卡龙，是一种小而圆形的马卡龙，面饼由杏仁糊，水果和蜂蜜制成，最早记载日期在1855年。
蒙特莫里隆城因为它的马卡龙而著名，那里还有一座马卡龙博物馆。Rannou-Métivier公司是 蒙特莫里隆城里历史最悠久的马卡龙生产者，可以追溯至1920年。 蒙特莫里隆城的马卡龙配方至今未变，保存了有150年之久。
洛林地区的南锡城有一段关于马卡龙的有名历史。传说，雷米雷蒙修女院的院长创立了一套叫做"Dames du Saint-Sacrement"的修女规矩，这套规矩在饮食方面相当严格，禁止吃肉。两个修女Marguerite 和Marie-Elisabeth据说创造了南锡马卡龙以满足她们饮食上的需要。她们以“马卡龙姐妹”而著名。1952年，南锡城为了纪念她们，以她们的名字命名Rue de la Hache，也就是马卡龙的诞生地。

### 瑞士

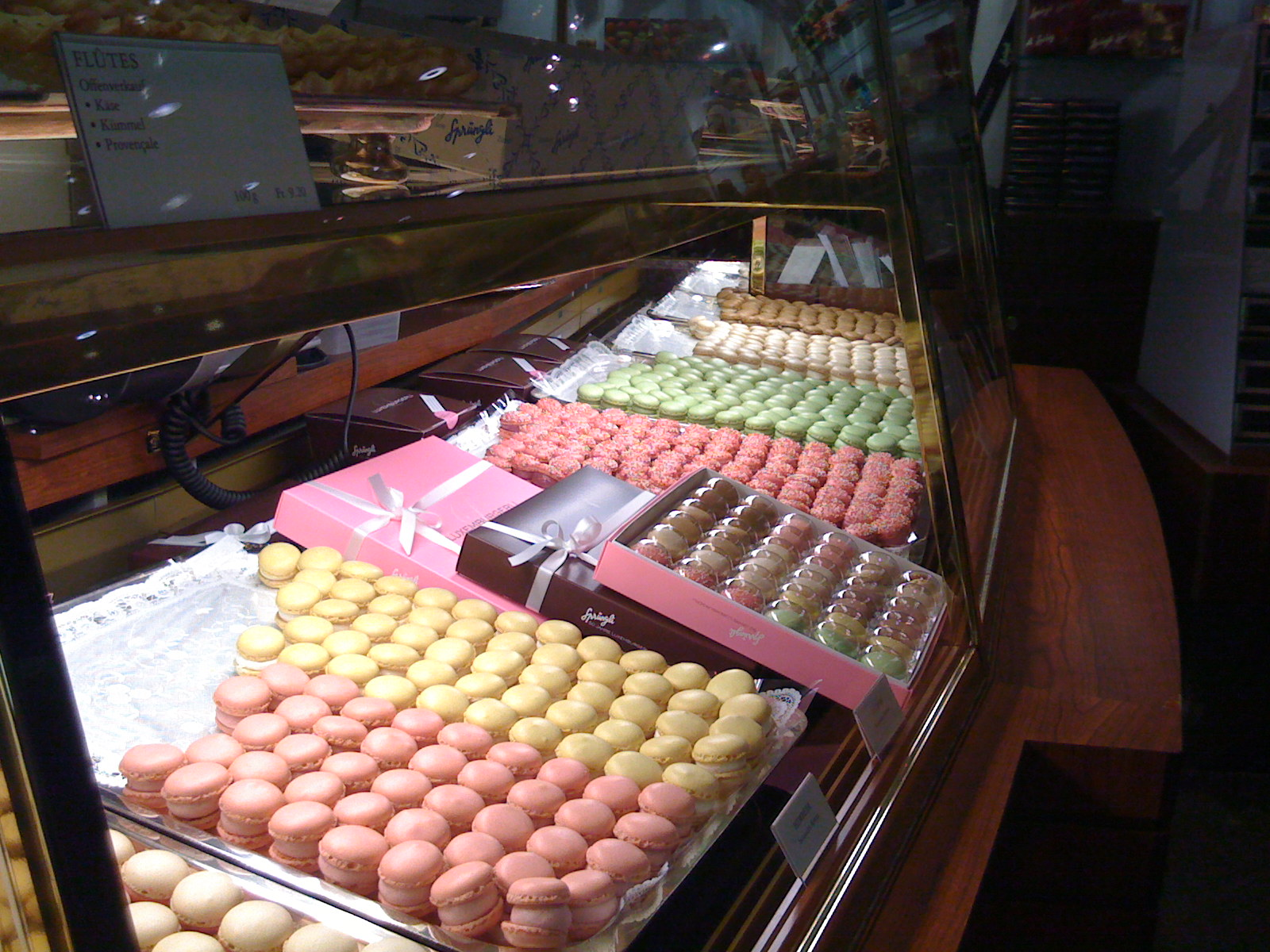
位于瑞士苏黎世的斯布隆里糕点店，正在在展示Luxemburgerli牌的马卡龙。

在瑞士， Luxemburgerli（也叫做Luxembourger）是位于瑞士苏黎世，由Confiserie Sprüngli创办的餜子品牌。Luxemburgerli是一种由两片杏仁蛋白脆饼夹奶油乳酪的马卡龙。 Luxemburgerli比别的马卡龙更小更轻。据说它们更轻更薄。 Luxemburgerli马卡龙的口味有：香草味、巧克力味、巧克力脆片味、焦糖味、榛果味、香槟味、杏仁酒味、阿玛雷托味、抹茶味、肉桂味、柠檬味、橘子味以及树莓味。很多口味都是季节性的。在冷藏的情况下保质期是三到五天。
Luxemburgerli是糕点师Camille Studer发明的。1957年，他在卢森堡糕点店(Confiserie Namur)创造了Luxemburgerli后，将配方带到了苏黎世。在苏黎世，配方因为一场糕点比赛而变得更加完美。Luxemburgerli这个名字来源于一个同事赠与Studer的昵称，他的家族起源于卢森堡。一开始的名字Baiser de Mousse（法语中慕斯之吻的意思）被认为是一个适合这一新发明的名字。这个名字后来又变成了Gebäck des Luxemburgers，在瑞士德语中叫Luxemburgerli。

### 韩国
马卡龙在韩国十分流行。 它在韩语中被叫做"ma-ka-rong"（마카롱）。绿茶粉或綠茶可以被用来制作绿茶马卡龙。

### 日本
马卡龙在日本被叫做 "makaron"（マカロン）， 也是一种流行的糕点。有一种版本也叫马卡龙，但是用花生粉代替了杏仁粉，是和菓子口味的，在日本广泛流行。

### 臺灣
法國馬卡龍名店Ladurée曾入駐臺灣，引發一股精致甜點馬卡龍的風潮。台北馬卡龍名店單價在50~138元。
臺灣本土自創的西式糕點牛粒，或稱「小西點」，因牛粒外型與法國馬卡龍相似，在法國馬卡龍引進台灣後，而被稱作「臺式馬卡龍」，但牛粒與馬卡龍做法與口味截然不同。

## 流行程度
在巴黎，拉杜麗连锁糕点店因为它的马卡龙而闻名于世长达150年。 在法国，麦当劳在他们的McCafé咖啡馆里销售马卡龙（有时使用把马卡龙的形状比做成汉堡形状的广告）。  McCafé的马卡龙由Château Blanc生产，就像拉杜丽一样，是Groupe Holder集团的子公司，尽管他们采用不同的马卡龙配方。
欧洲以外的地方，法式马卡龙还可见于加拿大和美国。
在澳大利亚，Adriano Zumbo连同电视剧《我要做廚神》，一同见证了马卡龙如何成为了一道广受欢迎的甜品，它现在被麦当劳放在McCafe的出口处销售。
3月20日是全球的“马卡龙日”。2005由皮埃尔·艾尔梅糕点坊在巴黎创设了这一节日，并作为一个传统而传遍世界。在这一天，世界上参与节日活动的面包店和马卡龙门店向顾客提供一份免费的马卡龙样品。马卡龙所有额外销售的百分之一将被捐献给当地的慈善组织；但可能有部分地區的「馬卡龍日」不與全球同步，比如日本的6月21日。

## 扩展阅读
- B. Clermont, , , London: W. Davis, 1776  [2015-07-21], OCLC 6194222, （原始内容存档于2021-04-10） （页面存档备份，存于）
- Louise-Béate-Augustine Friedel, , A Paris: Chez Henri Tardieu ..., 1811  [2022-03-31], OCLC 61172534, （原始内容存档于2021-04-10） （页面存档备份，存于）
- Frances Crawford. . . 1853  [2015-07-21]. （原始内容存档于2021-04-23）.
- Emile Herisse, , , London: Ward, Lock, Bowden, 1893  [2015-07-21], （原始内容存档于2021-04-10） （页面存档备份，存于）

## 外部連結
- （法文）位於蒙斯托拉龍的馬卡龍博物舘 （页面存档备份，存于）
- （法文）華麗首爾-馬卡龍 (南溪博客) （页面存档备份，存于）
- （法文）馬卡龍的藝術創想 (布萊睿) （页面存档备份，存于）
- （法文）http://www.lalonde.fr/ （页面存档备份，存于）
- （法文）（英文）Ladurée （页面存档备份，存于）
- （法文）http://www.pierreherme.com/ （页面存档备份，存于）
- （法文）（英文）（日語）Dalloyau （页面存档备份，存于）
- （法文）http://www.robuchon.com/ （页面存档备份，存于）
- （英文）http://www.legouter.com （页面存档备份，存于）
- （英文）杏仁小圓餅東京之旅 （页面存档备份，存于）